# Francesco Bruzzone
Francesco Bruzzone (Genova, 23 maggio 1962) è un politico italiano.

## Biografia
Nato a Genova, ma vive a Stella, in provincia di Savona.
Si candida alle elezioni regionali in Liguria del 1995 con la Lega Nord a sostegno del candidato presidente Giacomo Chiappori, venendo eletto con 4.002 preferenze in consiglio regionale della Liguria, diventando poi Capogruppo in Consiglio regionale. Venendo poi rieletto anche nelle successive regionali ligure del 2000, 2005, 2010 e 2015.
È stato, durante la sua permanenza dal 1995 al 2018, nel Consiglio regionale della Liguria: Presidente del Consiglio regionale per due mandati, dal 2002 al 2005 e dal 2015 al 2018, Vicepresidente del Consiglio regionale dal 2000 al 2002 e Capogruppo della Lega Nord dal '95 al 2005.

### In parlamento
Alle elezioni politiche del 2018 viene eletto al Senato della Repubblica, nelle liste della Lega nella circoscrizione Liguria. Viene eletto Vicepresidente della 13ª Commissione permanente (Territorio, ambiente, beni ambientali) ed è membro della Commissione parlamentare per le questioni regionali. Responsabile federale del dipartimento Caccia della Lega, il 28 novembre a Bruxelles è relatore della conferenza "Hunting in the European year of cultural heritage" ("Cacciare nell'anno Europeo del patrimonio culturale").
Da febbraio 2021 è commissario cittadino della Lega a Savona, dopo le dimissioni del segretario Maria Maione.
Alle elezioni politiche anticipate del 2022 viene candidato alla Camera dei deputati come capolista nel collegio plurinominale, risultando eletto.
Diventa poi vicepresidente del gruppo alla Camera.
Alle elezioni europee del 2024 si candida nella circoscrizione nord-occidentale in terza posizione. Con 24.347 preferenze raccolte si piazza quinto in lista non risultando eletto.

## Procedimenti giudiziari
Il 15 ottobre 2018 il PM della Procura di Genova Francesco Pinto, nell'ambito del processo sulle “spese pazze” da consigliere regionale, chiede la condanna a 2 anni e 3 mesi per Bruzzone. Il 30 maggio 2019 viene condannato a 2 anni e 10 mesi in primo grado. Il 18 marzo 2021 viene assolto in appello perché il “fatto non sussiste”. Verrà assolto in via definitiva il 15 marzo 2022.
Il 25 marzo 2021 veniva invece condannato in primo grado a 3 anni e 8 mesi per una contestazione di 77.000 euro in un altro filone che riguarda la legislatura del 2005-2010; il reato cadrà in prescrizione poiché derubricato a indebita percezione di erogazioni pubbliche e perciò nel gennaio del 2023 Bruzzone e altri 11 ex consiglieri regionali verranno prosciolti dalla Corte d'appello.